# 1395
Пізнє Середньовіччя •  Відродження •  Реконкіста •  Ганза •  Столітня війна •  Велика схизма •  Монгольська імперія

## Геополітична ситуація
Державу османських турків очолює султан Баязид I (до 1402). Імператором Візантії є Мануїл II Палеолог (до 1398). Вацлав IV є королем Богемії та Німеччини. У Франції править Карл VI Божевільний (до 1422).
Апеннінський півострів розділений: північ належить Священній Римській імперії, середню частину займає Папська область, південь належить Неаполітанському королівству. Деякі міста півночі: Венеція, Піза, Генуя тощо, мають статус міст-республік. Триває боротьба гвельфів та гібелінів.
Майже весь Піренейський півострів займають християнські Кастилія і Леон, де править Енріке III (до 1406), Арагонське королівство, де править Хуан I Арагонський, та Португалія, де королює Жуан I Великий (до 1433). Під владою маврів залишилися тільки землі на самому півдні.
Річард II править в Англії (до 1400). У Норвегії, Данії та Швеції владу утримує Маргарита I Данська. В Угорщині править Сигізмунд I Люксембург (до 1437). Королем польсько-литовської держави є Владислав II Ягайло (до 1434). У Великому князівстві Литовському княжить Вітовт.
Частина руських земель перебуває під владою Золотої Орди. Галичина входить до складу Польщі. Волинь належить Великому князівству Литовському. У Києві княжить Скиргайло Ольгердович (до 1397). Московське князівство очолює Василь I.
Монгольська імперія займає більшу частину Азії, але вона розділена на окремі улуси. На заході євразійських степів править Золота Орда. У Семиріччі та Ірані владу утримує емір Тамерлан.
У Єгипті панують мамлюки, а Мариніди у Магрибі. У Китаї править династії Мін. Делійський султанат є наймогутнішою державою Індії. В Японії триває період Муроматі.
Цивілізація мая переживає посткласичний період. У долині Мехіко склалася цивілізація ацтеків. Почала зароджуватися цивілізація інків.

## Події
- Скиргайло Ольгердович став Великим київським князем.
- Литовський князь Вітовт завоював Поділля.
- Відбулася битва на Тереку, в якій Тимур завдав поразки хану Золотої Орди Тохтамишу, після якої Тохтамиш втратив престол. Знищено місто Тана у гирлі річки Дону.
- Тимур переслідував ординців у поволзьких степах, розграбував Казань.
- Під час війни між Тимуром та Тохтамишем авангард армії Тимура захопив Білгород-Дністровський.
- Вишгородську ікону Божої Матері перенесено до Москви.
- Турки стратили болгарського царя Івана Шишмана.
- Турецький султан Баязид I зазнав поразки від військ Мірчі I Старого в битві при Ровіне. Попри перемогу Мірча Старий утік у Трансильванію.
- Турки посадили на правління у Волощині Влада Узурпатора.
- Правителькою Боснії стала Олена Груба.
- Австрійське герцогство успадкував Альбрехт IV.
- Міланський правитель Джан Галеаццо Вісконті отримав від короля Німеччини Вацлава IV титул герцога.
- Зникли Прилепське королівство, Добруджанське князівство і Вельбуждський деспотат. Постав Охридський санджак.

## Народились
- Жиґимонт Корибутович — Литовсько-Руський князь, герой Гуситських війн, намісник Чеського королівства
- Лоренцо Медічі Старий — італійський державний діяч. Засновник молодшої лінії Медічі, з якої походив перший великий герцог Тосканський Козімо I Медічі

## Померли
- Акамапічтлі — правитель Теночтітлана з 1375 року
- Альбрехт III (герцог Австрії) — засновник Альбертинської лінії дому Габсбургів
- Гійом Тірель — кухар королівського двору Франції, що вважається одним з перших справжніх «професійних» шеф-кухарів
- Іван Шишман — болгарський цар у 1371–1395 роках; разом із братом Іваном Срациміром був одним з двох останніх болгарських царів
- Марія Угорська — королева Угорщини з 1382 року. Титулярна «королева Галичини і Володомерії» (королева Русі)
- Стефан Дабіша — король Боснії з династії Котроманічів